# Hoplosmia pinguis
Hoplosmia pinguis är en biart som först beskrevs av Pérez 1895.  Hoplosmia pinguis ingår i släktet taggmurarbin och familjen buksamlarbin.

## Underarter
Arten delas in i följande underarter:
- H. p. carbo
- H. p. pinguis